# Gare de Tōfukuji
La gare de Tōfukuji (東福寺駅, Tōfukuji-eki) est une gare ferroviaire située dans l'arrondissement de Higashiyama-ku de la ville de Kyoto. La gare est exploitée par la JR West ainsi que par la Keihan Electric Railway.

## Trains

### Keihan
Seuls les trains locaux, Sub Express et Commuter Sub Express desservent la gare de Tōfukuji.

### JR
Tous les trains régionaux de la ligne Nara s'arrêtent à la gare de Tōfukuji.
- Local (普通 Futsu)
- Regional Rapid Service (区間快速 Kukan-kaisoku)
- Rapid service (快速 Kaisoku)
- Miyakoji Rapid Service (みやこ路快速 Miyakoji-kaisoku)

## Disposition des quais
Chacune des sections JR et Keihan dispose de 2 quais latéraux. Les deux sections sont sous la même structure mais un mur sépare la partie JR de la partie Keihan. Les quais sont reliés par un pont.

### Keihan
| 1 | ■Ligne principale Keihan | pour Sanjō et Demachiyanagi                              |
| 2 | ■Ligne principale Keihan | pour Chūshojima, Hirakatashi, Yodoyabashi et Nakanoshima |

### JR West
| 1 | ■Ligne Nara | pour Kyoto       |
| 2 | ■Ligne Nara | pour Uji et Nara |

## Gares/Stations adjacentes
| «                       | «                       | Service                             | »                       | »                       |
| Ligne principale Keihan | Ligne principale Keihan | Ligne principale Keihan             | Ligne principale Keihan | Ligne principale Keihan |
| ----------------------- | ----------------------- | ----------------------------------- | ----------------------- | ----------------------- |
| Toba-kaidō              |                         | Local 普通                          |                         | Shichijō                |
| Toba-kaidō              |                         | Sub Express 準急                    |                         | Shichijō                |
| Toba-kaidō              |                         | Commuter Sub Express 通勤準急       |                         | Shichijō                |
| Pas de service          | Pas de service          | Express 急行                        | Pas de service          | Pas de service          |
| Pas de service          | Pas de service          | Rapid Express 快速急行              | Pas de service          | Pas de service          |
| Pas de service          | Pas de service          | Commuter Rapid Express 通勤快急     | Pas de service          | Pas de service          |
| Pas de service          | Pas de service          | Limited Express 特急                | Pas de service          | Pas de service          |
| JR ligne Nara           |                         |                                     |                         |                         |
| Kyoto                   |                         | Local 普通                          |                         | Inari                   |
| Kyoto                   |                         | Regional Rapid Service 区間快速     |                         | Rokujizō                |
| Kyoto                   |                         | Rapid Service 快速                  |                         | Rokujizō                |
| Kyoto                   |                         | Miyakoji Rapid Service みやこ路快速 |                         | Rokujizō                |

- Les trains Commuter Sub Express (通勤準急) de ligne Keihan circulent uniquement à partir de Demachiyanagi, Kuzuha, Hirakatashi et jusqu'à Yodoyabashi ou Nakanoshima les matins de la semaine.
- Les trains Miyakoji Rapid Service (みやこ路快速) de la ligne JR s'arrêtent à la gare d'Inari du 1er au 4 janvier.